# Convention baptiste nationale, USA
La Convention baptiste nationale, USA (anglais : National Baptist Convention, USA) est une association chrétienne évangélique d'églises baptistes aux États-Unis. Elle est affiliée à l’Alliance baptiste mondiale. Son siège est situé à Nashville.

## Histoire

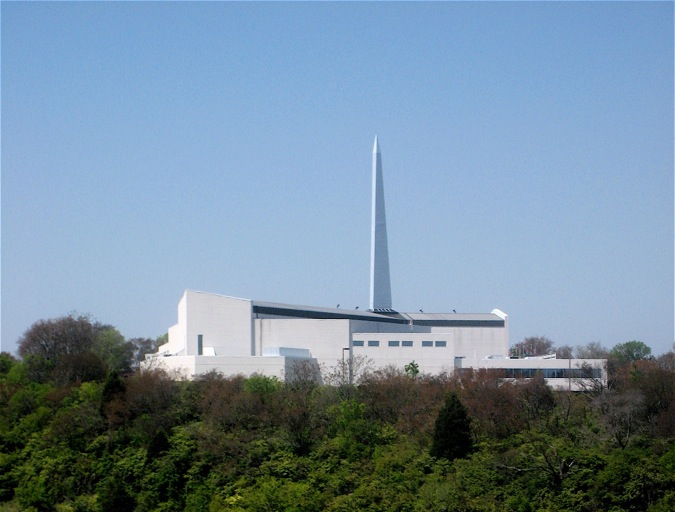
Siège de la National Baptist Convention, USA à Nashville.

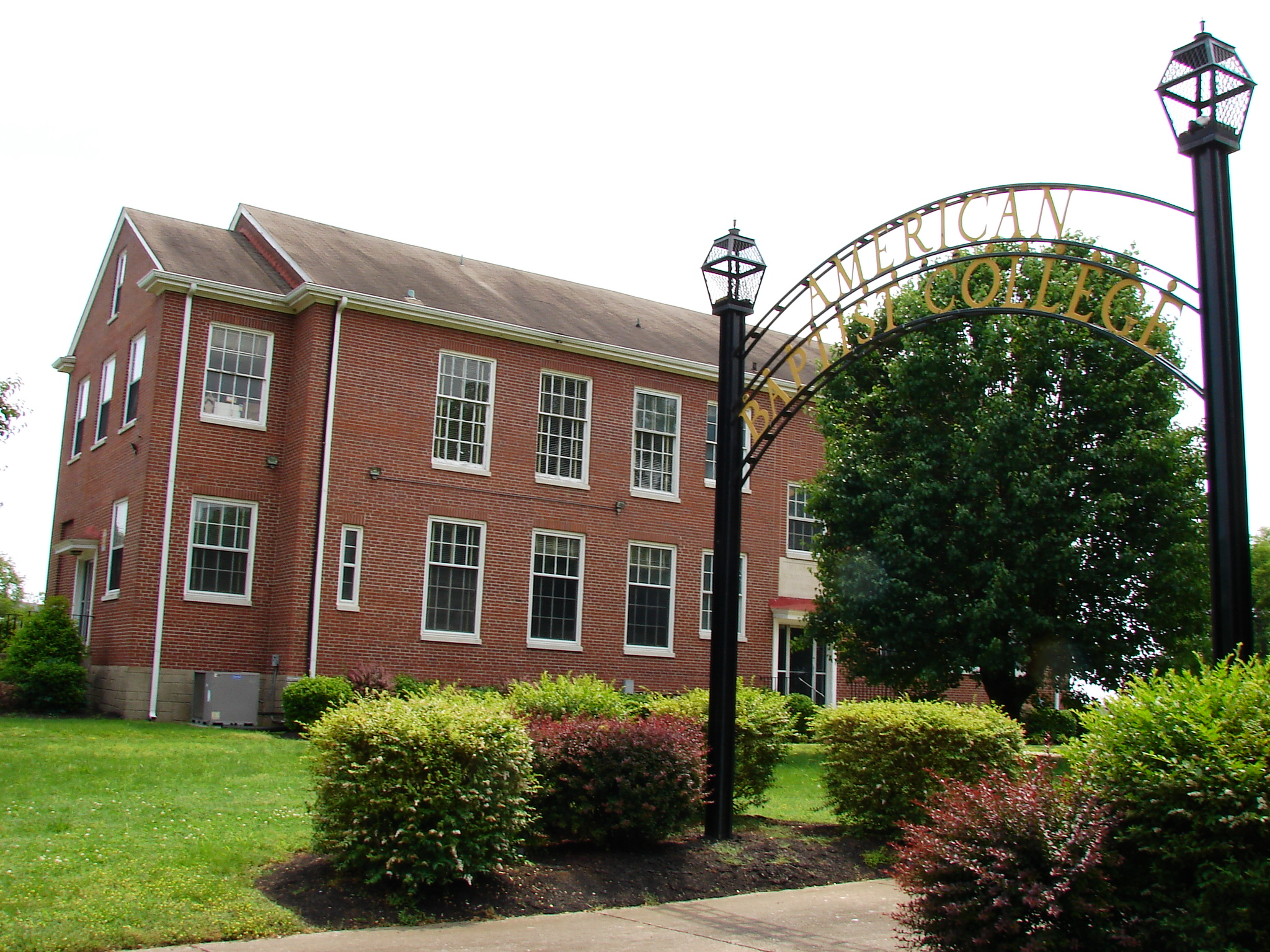
Collège baptiste américain.

La Convention a ses origines dans la "Baptist Foreign Mission Convention" formée en 1880, la "National Baptist Convention of America" formée en 1886, et la "National Baptist Education Convention" formée en 1886. La Convention est officiellement fondée avec la fusion de ces trois organisations, en 1895, sous le nom de Convention baptiste nationale, USA. En 1965, Trudy Trimm est devenue la première femme ordonnée pasteure dans la Convention . Selon un recensement de l’association, en 2023 elle disait avoir 21,145 églises et 8,415,100 membres.

## Organisation missionnaire
La convention a une organisation missionnaire, le Foreign Mission Board .

## Programmes sociaux
Elle a une organisation humanitaire, le Disaster Management .

## Croyances
La Convention a une confession de foi baptiste et est membre de l’Alliance baptiste mondiale,.

## Écoles
En 1924, elle a fondé le Séminaire théologique baptiste américain (devenu Collège baptiste américain) à Nashville.